# Біологічний інститут ВУАН
Біологічний інститут Всеукраїнської академії наук (ВУАН) відомий також як Мікробіологічний інститут, Біологічний інститут імені Федора Омельченка — наукова установа, що існувала в Києві у 1920—1930 роках. Створена як приватна лабораторія мікробіолога Федора Омельченка, надалі була передана Українському науковому товариству, а при його ліквідації — до Другого відділу ВУАН. Після смерті академіка Омельченка інститут було названо його іменем, а директором призначно академіка Івана Шмальгаузена. 1930 року інститут став однією з тих структур, на основі яких був створений Інститут зоології та біології ВУАН.

## Створення Мікробіологічного інституту

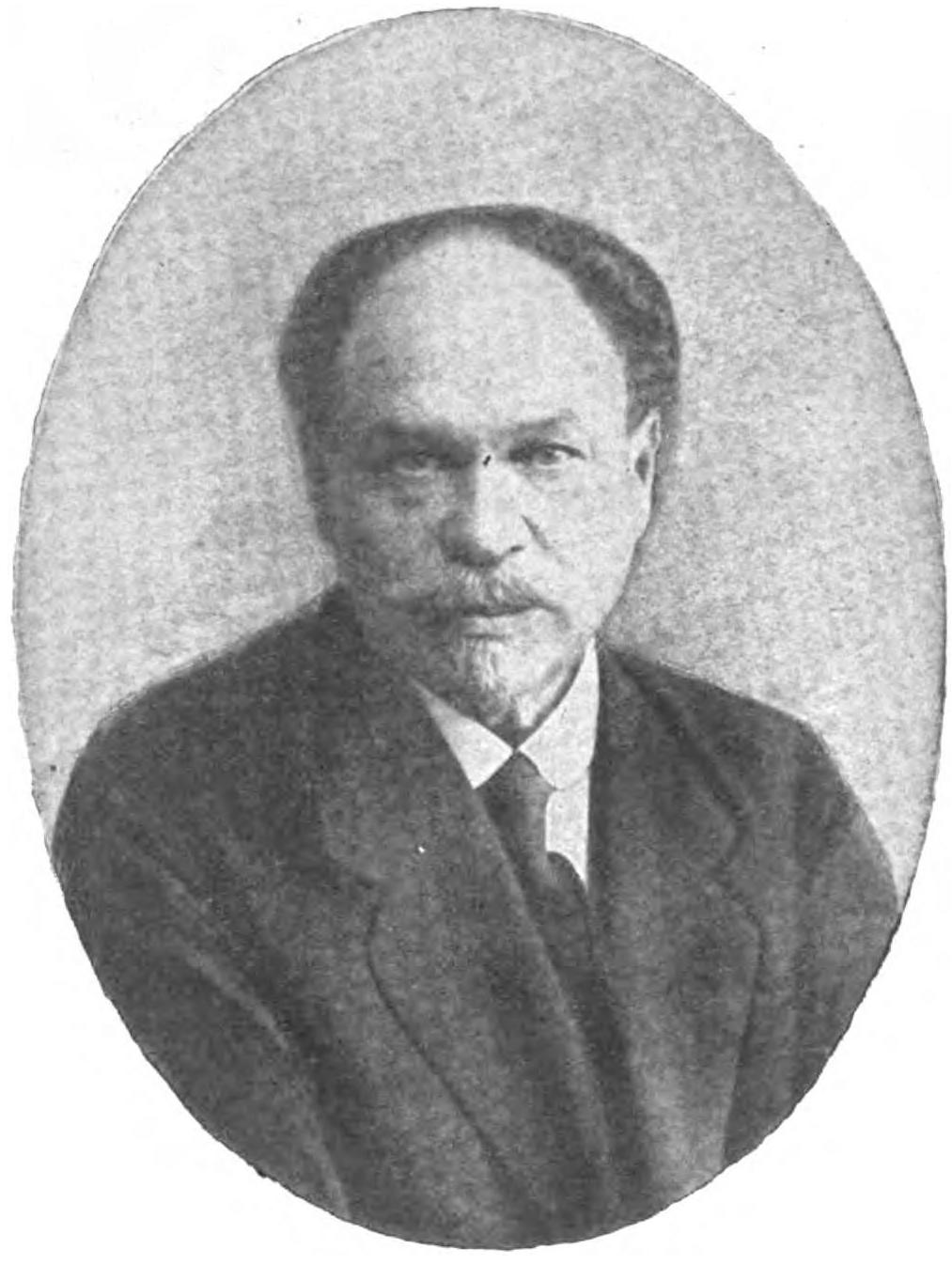
Федір Омельченко

У червні 1918 року мікробіолог академік Федір Омельченко перевіз до Києва з Петрограда свою лабораторію, яку він називав «Мікробіологічний інститут». Лабораторія знаходилася прямо в квартирі Омельченка, але все її обладнання він подарував Українському науковому товариству. УНТ прийняло статут Мікробіологічного інституту, в якому передбачалося створити відділи зоології, ботаніки, бактеріології, мікропалеонтології, а крім того окремі лабораторії агрономічної, технічної та медичної мікробіології. Втім, відсутність фінансування залишила ці плани нездійсненними.

## У складі ВУАН
У зв'язку з об'єднанням Українського наукового товариства (УНТ) з Українською академією наук у Києві, що сталося 1 червня 1921 року, всі підрозділи УНТ увійшли до складу новоствореної Всеукраїнської академії наук (ВУАН). 18 липня 1921 року Мікробіологічний інститут було долучено до Другого відділу ВУАН, Федір Омельченко був призначений директором цього інституту й перебував на цій посаді до кінця життя. Восени того ж року під керівництвом Омельченка працювали два лікарі-практиканти Сергій Миколайович Кузнецов та А. І. Євдокимов. В інституті читав лекції по мікропалеонтології академік Павло Тутковський.
У 1922 році фундатор інституту Федір Омельченко перейшов до праці у Київському ветеринарно-зоотехнічному інституті, який того року виокремився з КПІ, і посів у ньому посади професора та ректора. Мікробіологічний інститут залишився у статусі невеликої лабораторії.

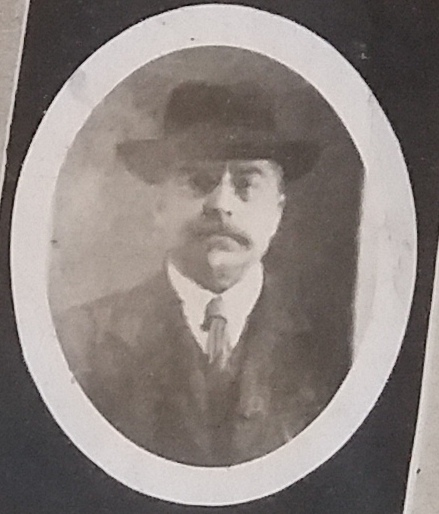
Олександр Тижненко

У 1922 році в Мікробіологічному інституті працювали, окрім директора, два співробітники — професор Олександр Тижненко та завідувач нового відділу біопсихології Олександр Сковорода-Зачиняєв. Окрім власне наукової діяльності, троє співробітників виконували клінічні аналізи збудників хвороб, читали лекції тощо, проводили демонстрації для студентів-медиків тощо. Також на базі інституту свої дослідження проводили О. М. Корсунський щодо хвороб кіз та В. В. Боровський щодо відновлення кісток. Також серед співробітників згадуються С. Пожарський та Василь Стелецький
За свідченням Бориса Балінського, в останній період роботи Мікробіологічного інституту в ньому окрім директора працювали лише фізіолог Володимир Правдич-Немінський та Олександр Сковорода-Зачиняєв, а також лаборанткою була дружина директора Олександра Миколаївна Лапенюк. Правдич-Немінський і Сковорода-Зачиняєв здебільшого працювали поза інститутом, який являв собою велику квартиру в будинку 37 на вулиці Короленка (зараз Володимирська), з 6 великими кімнатами та 3 малими..

## Біологічний інститут
У 1924 році, після смерті академіка Омельченка директором призначили академіка Івана Шмальгаузена. В бібліотеці інституту зберігалося 1658 томів книжок, подарованих Омельченком. З 2 жовтня 1925 року установа носила назву Інститут біології ім Ф. З. Омельченка.
Через скорочення штатів у 1925 році Правдича-Немінського було звільнено з інституту. У 1925—1926 роках у Біологічному інституті окрім директора працювало всього 2 штатних співробітника: Надія Петрівна Бордзиловська та Олександр Сковорода-Зачиняєв. На додачу працювали й 4 нештатних працівників Борис Балінський, Віктор Вікторович Брунст, Микола Іванович Драгомирів, Святослав Володимирович Липський. Брунст вивчав явище регенерації, зокрема вплив нервової системи на цей процес. Бордзиловська досліджувала явище росту бактерій і дріжджів, а Катерина Сингаєвська — ріст у інфузорій. Балінський і Драгомиров займалися явищем ембріональної індукції, пересаджуючи зачатки органів у амфібій, студент Квасников пересаджував частини зародку курчати. Сковорода-Зачиняєв досліджував умовні рефлекси в тварин в окремому обладнаному приміщенні, що з'явилося 1926 року. У 1926 році Біологічний інститут опублікував перший випуск своїх праць: 9 статей, що склали 5-й випуск тому 2 «Праць фізико-математичного відділу УАН».
1927 року від Біологічного інституту відокремили Лабораторію рефлексології та експериментальної педагогіки на чолі зі Сковородою-Зачиняєвим. На звільнене місце штатного співробітника було взято Миколу Драгомирова, а Брунст і Липський лишилися постійними нештатними спіробітниками. Того ж року вийшов другий том «Збірнику праць Біологічного інституту ім. Хв. Омельченка» з 7-ма статтями.

Перші співробітники Біологічного інституту
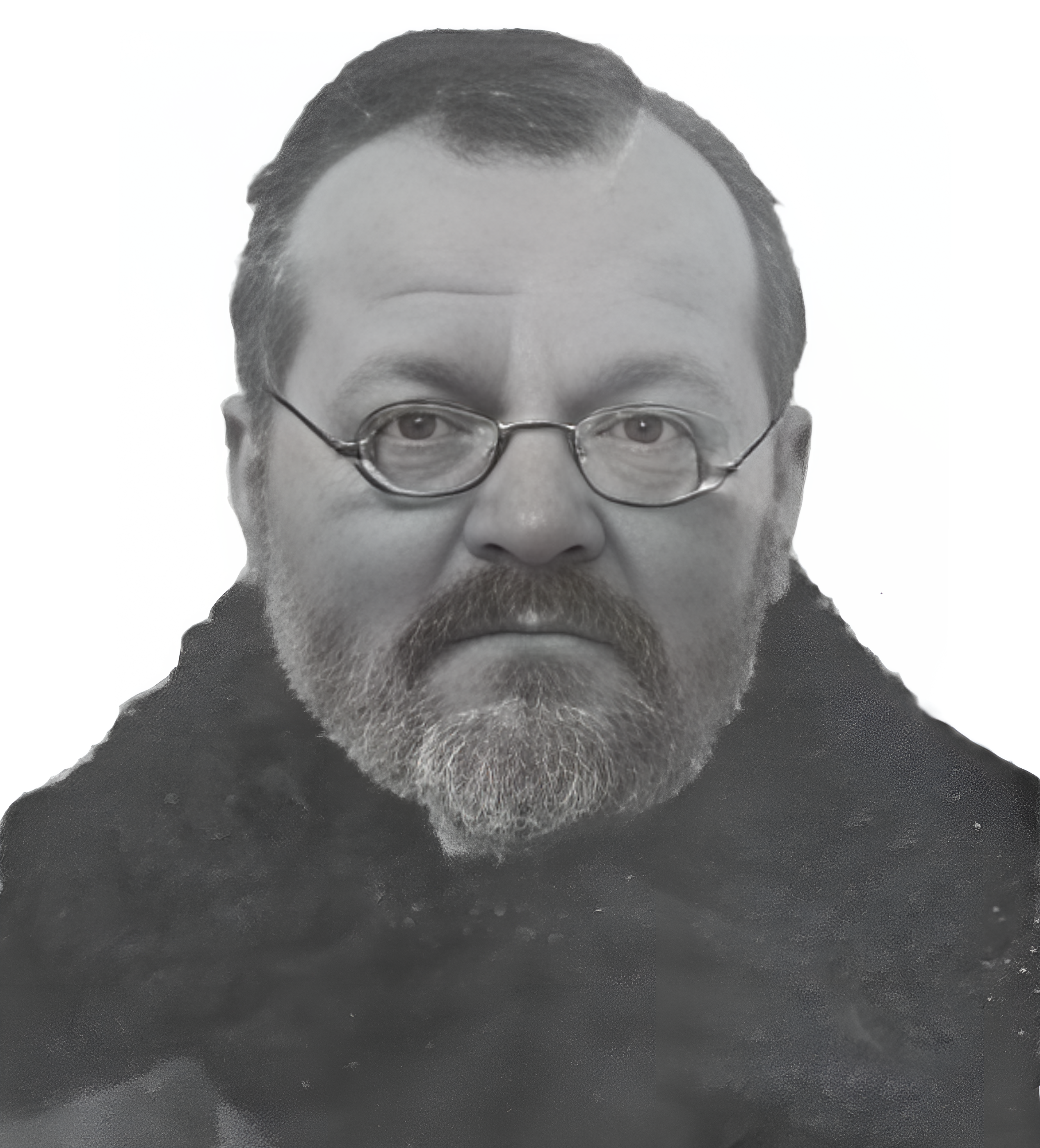
Володимир Правдич-Немінський
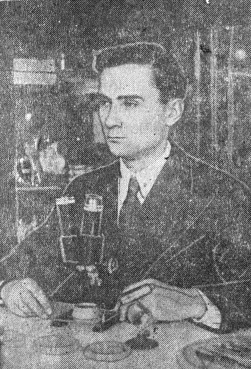
Микола Драгомирів
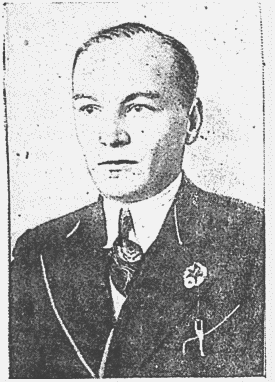
Борис Балінський